# La Teste-de-Buch
La Teste-de-Buch este un oraș Franța, în departamentul Gironde, în regiunea Aquitania. 
1. ↑  répertoire géographique des communes, accesat în 26 octombrie 2015
2. ↑  dataset of postal codes in France, 1 octombrie 2018